# Tamamura Kōzaburō
Tamamura Kōzaburō (玉村 康三郎) (1856-1923 ?) est un photographe japonais. En 1874, il ouvre un studio photographique dans le quartier d'Asakusa, à Tokyo, mais s'installe en 1883 à Yokohama, où il a beaucoup de succès. Il est l'un des initiateurs de Yokohama shashin. Son studio reste ouvert jusqu'en 1909.